# Leo James Rainwater
Leo James Rainwater (Council, Idaho; 9 de diciembre de 1917-ibíd. 31 de mayo de 1986) fue un físico estadounidense galardonado con el Premio Nobel de Física de 1975.

## Biografía
Nació el 9 de diciembre de 1917 en la ciudad de Council, situada en el estado norteamericano de Idaho. En 1918, tras de la muerte de su padre en epidemia de gripe española, su familia se trasladó hasta Hanford, en el estado de California. Allí estudió física en el Instituto Tecnológico de California, donde se licenció en 1939 y, posteriormente, consiguió el doctorado en la Universidad de Columbia en 1946. En 1952 fue nombrado profesor de física en la Universidad de Columbia. 

## Investigaciones científicas
Durante la Segunda Guerra Mundial entró a trabajar en el proyecto de desarrollo de la bomba atómica. A partir de 1949 comenzó a desarrollar su teoría de que, contrariamente al que entonces se creía, no todos los núcleos atómicos son esféricos. Sus ideas fueron probadas y confirmadas más adelante por Aage Niels Bohr y los experimentos de Ben Roy Mottelson realizados en el Instituto Niels Bohr de Copenhague (Dinamarca).
James Rainwater también contribuyó en la comprensión científica de las radiografías y participó en la Comisión de energía atómica y proyectos de investigación navales por decisión del gobierno de los Estados Unidos.
En 1975 fue galardonado, junto a Aage Niels Bohr y Ben Roy Mottelson, con el Premio Nobel de Física.
Leo James Rainwater murió el 31 de mayo de 1986 en Nueva York.
- Datos: Q190745
- Multimedia: James Rainwater / Q190745